# Lettische Badmintonmeisterschaft 2024
Die Lettische Badmintonmeisterschaft 2024 fand vom 3. bis zum 4. Februar 2024 in Ķekava statt.

## Medaillengewinner
| Disziplin    | Gold                                | Silber                                  | Bronze                                     |
| ------------ | ----------------------------------- | --------------------------------------- | ------------------------------------------ |
| Herreneinzel | Niks Podosinoviks                   | Reinis Krauklis                         | Artūrs Akmens                              |
| Herreneinzel | Niks Podosinoviks                   | Reinis Krauklis                         | Toms Sala                                  |
| Dameneinzel  | Jekaterina Romanova                 | Ieva Pope                               | Grieta Jermacāne                           |
| Dameneinzel  | Jekaterina Romanova                 | Ieva Pope                               | Anzhelika Nadtochyi                        |
| Herrendoppel | Artūrs Akmens Reinis Krauklis       | Ardis Daniels Bedrītis Teodors Kerimovs | Leonardo Golovčenko Jānis Jaunslavietis Jr |
| Herrendoppel | Artūrs Akmens Reinis Krauklis       | Ardis Daniels Bedrītis Teodors Kerimovs | Regnārs Bajārs Toms Sala                   |
| Damendoppel  | Liāna Lenceviča Jekaterina Romanova | Madara Gaure Anzhelika Nadtochyi        | Kristīne Gurecka Ieva Pope                 |
| Damendoppel  | Liāna Lenceviča Jekaterina Romanova | Madara Gaure Anzhelika Nadtochyi        | Nikola Muķiele Annija Rulle-Titava         |
| Mixed        | Toms Sala Kristīne Gurecka          | Guntis Lavrinovičs Jekaterina Romanova  | Pauls Eliass Rozenvalds Laine Eglīte       |
| Mixed        | Toms Sala Kristīne Gurecka          | Guntis Lavrinovičs Jekaterina Romanova  | Artūrs Akmens Annija Rulle-Titava          |